# Paredes de Coura
Paredes de Coura é uma vila portuguesa localizada na sub-região do Alto Minho, pertencendo à região do Norte e ao distrito de Viana do Castelo. 
É sede do município de Paredes de Coura que tem uma área urbana de 5,94 km2, num total de 138,19 km2, subdividido em 16 freguesias, e 8.632 habitantes em 2021, sendo a sua densidade populacional de 62 habitantes por km2.
O município é limitado a norte pelos municípios de Valença e Monção, a leste por Arcos de Valdevez, a sul por Ponte de Lima e a oeste por Vila Nova de Cerveira.
O ponto mais alto do município situa-se no Corno do Bico, com 883 metros de altitude, na área da paisagem protegida com o mesmo nome.

## Freguesias

Freguesias do município de Paredes de Coura

Desde a reorganização administrativa de 2012/2013, o município de Paredes de Coura é composto por 16 freguesias:
- Agualonga
- Bico e Cristelo
- Castanheira
- Cossourado e Linhares
- Coura
- Cunha
- Formariz e Ferreira
- Infesta
- Insalde e Porreiras
- Mozelos
- Padornelo
- Parada
- Paredes de Coura e Resende
- Romarigães
- Rubiães
- Vascões

## Património
- Casa Grande de Romarigães
- Igreja de São Pedro de Rubiães
- Ponte de Rubiães (românica)

## Evolução da população do município
★ Os Recenseamentos Gerais da população portuguesa tiveram lugar a partir de 1864, regendo-se pelas orientações do Congresso Internacional de Estatística de Bruxelas de 1853. Encontram-se disponíveis para consulta no site do Instituto Nacional de Estatística (INE). 

| Número de habitantes | Número de habitantes | Número de habitantes | Número de habitantes | Número de habitantes | Número de habitantes | Número de habitantes | Número de habitantes | Número de habitantes | Número de habitantes | Número de habitantes | Número de habitantes | Número de habitantes | Número de habitantes | Número de habitantes | Número de habitantes |
| -------------------- | -------------------- | -------------------- | -------------------- | -------------------- | -------------------- | -------------------- | -------------------- | -------------------- | -------------------- | -------------------- | -------------------- | -------------------- | -------------------- | -------------------- | -------------------- |
| 1864                 | 1878                 | 1890                 | 1900                 | 1911                 | 1920                 | 1930                 | 1940                 | 1950                 | 1960                 | 1970                 | 1981                 | 1991                 | 2001                 | 2011                 | 2021                 |
| 12386                | 12738                | 12394                | 13091                | 13875                | 14082                | 14412                | 15549                | 16062                | 14886                | 12970                | 11311                | 10442                | 9571                 | 9198                 | 8632                 |

(Obs.: Número de habitantes "residentes", ou seja, que tinham a residência oficial neste município à data em que os censos  se realizaram.)	
| Número de habitantes por grupo etário | Número de habitantes por grupo etário | Número de habitantes por grupo etário | Número de habitantes por grupo etário | Número de habitantes por grupo etário | Número de habitantes por grupo etário | Número de habitantes por grupo etário | Número de habitantes por grupo etário | Número de habitantes por grupo etário | Número de habitantes por grupo etário | Número de habitantes por grupo etário | Número de habitantes por grupo etário | Número de habitantes por grupo etário | Número de habitantes por grupo etário |
| ------------------------------------- | ------------------------------------- | ------------------------------------- | ------------------------------------- | ------------------------------------- | ------------------------------------- | ------------------------------------- | ------------------------------------- | ------------------------------------- | ------------------------------------- | ------------------------------------- | ------------------------------------- | ------------------------------------- | ------------------------------------- |
|                                       | 1900                                  | 1911                                  | 1920                                  | 1930                                  | 1940                                  | 1950                                  | 1960                                  | 1970                                  | 1981                                  | 1991                                  | 2001                                  | 2011                                  | 2021                                  |
| 0-14 Anos                             | 4 461                                 | 4 609                                 | 4 578                                 | 4 942                                 | 5 390                                 | 5 310                                 | 4 935                                 | 3 910                                 | 2 894                                 | 1 922                                 | 1 190                                 | 1 127                                 | 949                                   |
| 15-24 Anos                            | 2 186                                 | 2 329                                 | 2 393                                 | 2 690                                 | 2 498                                 | 2 706                                 | 2 136                                 | 2 120                                 | 1 773                                 | 1 477                                 | 1 266                                 | 887                                   | 760                                   |
| 25-64 Anos                            | 5 482                                 | 5 631                                 | 5 699                                 | 6 462                                 | 6 179                                 | 6 676                                 | 6 348                                 | 5 360                                 | 4 730                                 | 4 827                                 | 4 700                                 | 4 712                                 | 4 265                                 |
| = ou > 65 Anos                        | 896                                   | 973                                   | 1 076                                 | 1 153                                 | 1 173                                 | 1 237                                 | 1 467                                 | 1 580                                 | 1 914                                 | 2 216                                 | 2 415                                 | 2 472                                 | 2 658                                 |

(Obs: De 1900 a 1950 os dados referem-se à população "de facto", ou seja, que estava presente no município à data em que os censos se realizaram. Daí que se registem algumas diferenças relativamente à designada população residente)

## Política

### Eleições autárquicas[9]
| Data | %       | V       | %     | V     | %            | V            | %              | V       | %              | V  | %              | V   | %              | V       | Participação |                |
| Data | PPD/PSD | PPD/PSD | PS    | PS    | FEPU/APU/CDU | FEPU/APU/CDU | CDS-PP         | CDS-PP  | AD             | AD | PRD            | PRD | PSD-CDS        | PSD-CDS | Participação |                |
| ---- | ------- | ------- | ----- | ----- | ------------ | ------------ | -------------- | ------- | -------------- | -- | -------------- | --- | -------------- | ------- | ------------ | -------------- |
| Data | 1976    | 37,87   | 3     | 35,22 | 2            | 8,19         | -              | 12,03   | -              |    |                |     |                |         |              | 45,20 / 100,00 |
| 1979 | AD      | AD      | 42,00 | 3     | 13,20        | -            | AD             | AD      | 40,92          | 2  | 64,61 / 100,00 |     |                |         |              |                |
| 1982 | AD      | AD      | 52,81 | 3     | 14,85        | 1            | AD             | AD      | 28,12          | 1  | 62,46 / 100,00 |     |                |         |              |                |
| 1985 | 26,28   | 2       | 47,14 | 3     | 9,09         | -            | 4,77           | -       |                |    | 9,40           | -   | 62,80 / 100,00 |         |              |                |
| 1989 | 38,12   | 2       | 50,86 | 3     | 4,28         | -            | 3,71           | -       |                |    | 63,40 / 100,00 |     |                |         |              |                |
| 1993 | 36,53   | 2       | 53,89 | 3     | 1,64         | -            | 3,96           | -       | 67,39 / 100,00 |    |                |     |                |         |              |                |
| 1997 | 32,35   | 2       | 60,05 | 3     | 1,85         | -            | 2,42           | -       | 67,13 / 100,00 |    |                |     |                |         |              |                |
| 2001 | 40,16   | 2       | 53,12 | 3     | 3,41         | -            |                |         | 68,42 / 100,00 |    |                |     |                |         |              |                |
| 2005 | 41,62   | 2       | 51,29 | 3     | 3,36         | -            | 69,06 / 100,00 |         |                |    |                |     |                |         |              |                |
| 2009 | 36,30   | 2       | 55,63 | 3     | 4,87         | -            | 66,72 / 100,00 |         |                |    |                |     |                |         |              |                |
| 2013 | 36,47   | 2       | 53,40 | 3     | 4,30         | -            | 2,07           | -       | 65,56 / 100,00 |    |                |     |                |         |              |                |
| 2017 | 14,43   | -       | 76,58 | 5     | 4,68         | -            |                |         | 61,53 / 100,00 |    |                |     |                |         |              |                |
| 2021 | CDS-PP  | CDS-PP  | 65,81 | 4     | 8,08         | -            | PPD/PSD        | PPD/PSD | 20,84          | 1  | 58,89 / 100,00 |     |                |         |              |                |

### Eleições legislativas
| Data | %     | %     | %     | %    | %     | %     | %        | %     | %    | %     | %    | %   | %       | % | %  | %  |
| Data | PSD   | PS    | CDS   | PCP  | UDP   | AD    | APU/ CDU | FRS   | PRD  | PSN   | BE   | PAN | PSD CDS | L | CH | IL |
| ---- | ----- | ----- | ----- | ---- | ----- | ----- | -------- | ----- | ---- | ----- | ---- | --- | ------- | - | -- | -- |
| 1976 | 37,52 | 26,95 | 18,83 | 2,56 | 0,56  |       |          |       |      |       |      |     |         |   |    |    |
| 1979 | AD    | 36,54 | AD    | APU  | 0,82  | 42,41 | 5,31     |       |      |       |      |     |         |   |    |    |
| 1980 | AD    | FRS   | AD    | APU  | 0,59  | 50,94 | 7,54     | 28,92 |      |       |      |     |         |   |    |    |
| 1983 | 32,77 | 44,76 | 6,90  | APU  | 0,40  |       | 7,31     |       |      |       |      |     |         |   |    |    |
| 1985 | 34,67 | 27,71 | 6,03  | APU  | 1,19  | 5,90  | 16,59    |       |      |       |      |     |         |   |    |    |
| 1987 | 49,63 | 28,66 | 4,67  | CDU  | 0,78  | 4,16  | 3,38     |       |      |       |      |     |         |   |    |    |
| 1991 | 55,39 | 29,57 | 4,83  | CDU  |       | 3,16  | 1,65     | 1,12  |      |       |      |     |         |   |    |    |
| 1995 | 37,48 | 50,20 | 5,23  | CDU  | 0,46  | 2,40  |          |       |      |       |      |     |         |   |    |    |
| 1999 | 31,41 | 53,40 | 6,52  | CDU  |       | 3,03  | 0,57     | 1,17  |      |       |      |     |         |   |    |    |
| 2002 | 44,37 | 41,90 | 5,47  | CDU  | 2,51  |       | 1,65     |       |      |       |      |     |         |   |    |    |
| 2005 | 30,69 | 51,48 | 5,30  | CDU  | 3,19  | 4,81  |          |       |      |       |      |     |         |   |    |    |
| 2009 | 28,87 | 43,97 | 7,75  | CDU  | 3,24  | 8,64  |          |       |      |       |      |     |         |   |    |    |
| 2011 | 43,25 | 29,17 | 8,23  | CDU  | 4,69  | 4,64  | 0,87     |       |      |       |      |     |         |   |    |    |
| 2015 | CDS   | 41,34 | PSD   | CDU  | 3,59  | 6,54  | 0,71     | 36,47 | 0,27 |       |      |     |         |   |    |    |
| 2019 | 24,56 | 49,18 | 3,44  | CDU  | 3,41  | 7,28  | 2,14     |       | 0,47 | 0,87  | 0,31 |     |         |   |    |    |
| 2022 | 25,76 | 52,93 | 2,02  | CDU  | 2,69  | 2,78  | 1,19     | 0,96  | 5,12 | 2,04  |      |     |         |   |    |    |
| 2024 | AD    | 34,39 | AD    | CDU  | 28,82 | 1,96  | 3,41     | 1,53  | 1,81 | 18,36 | 2,78 |     |         |   |    |    |